# サルケル
サルケル（ロシア語: Саркел、英語: Sarkel）は、834年にドン川下流沿岸に築かれたハザールの都市である。現在のロシア・ヴォルゴグラード南西約200㎞、ロストフ州内に位置する。

## 概要

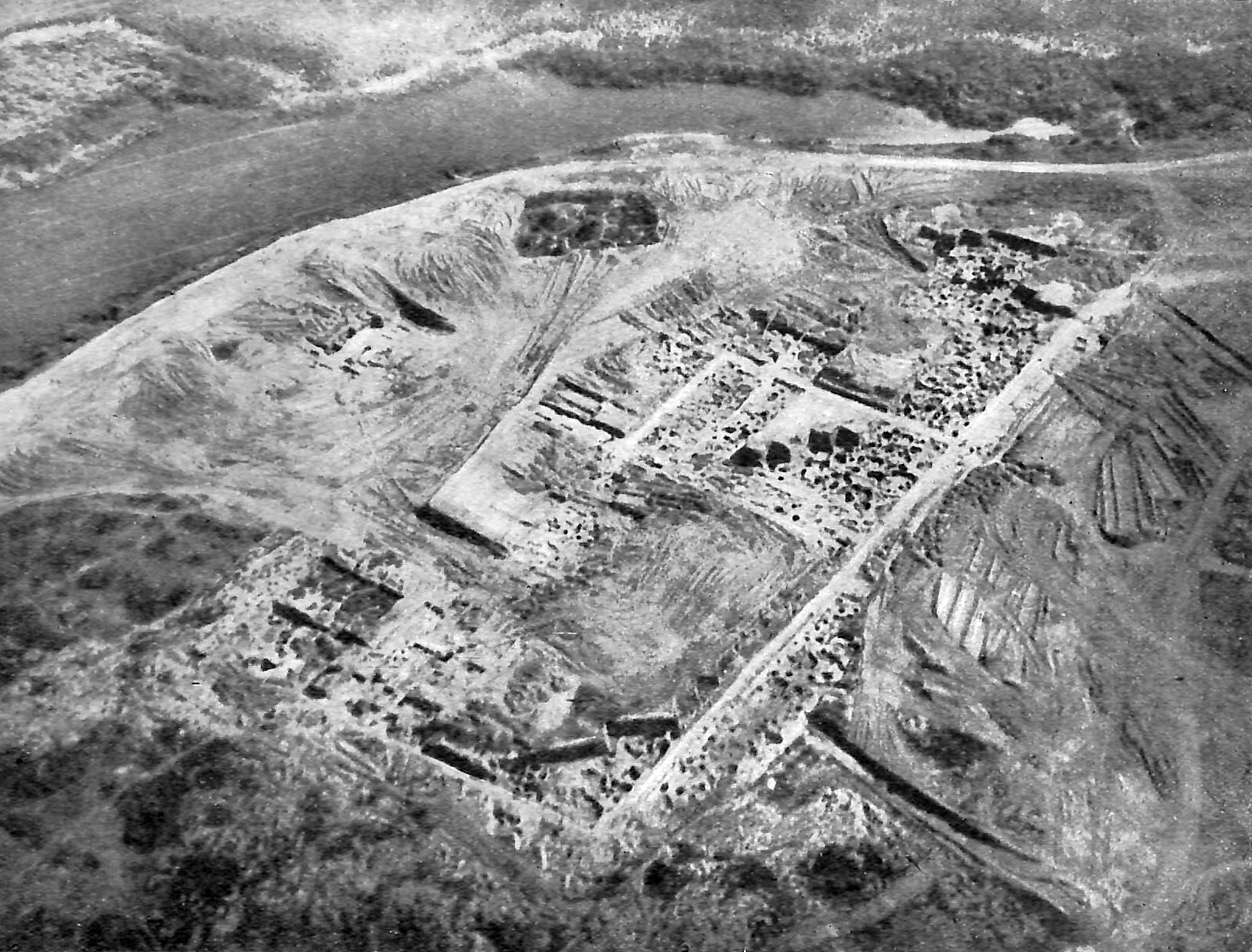
サルケル遺跡発掘現場の航空写真、1951年

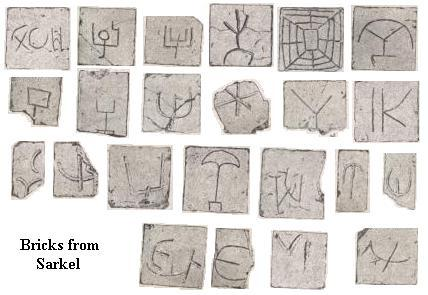
サルケル遺跡の積み石に記されたテュルクの印章（タムガ）

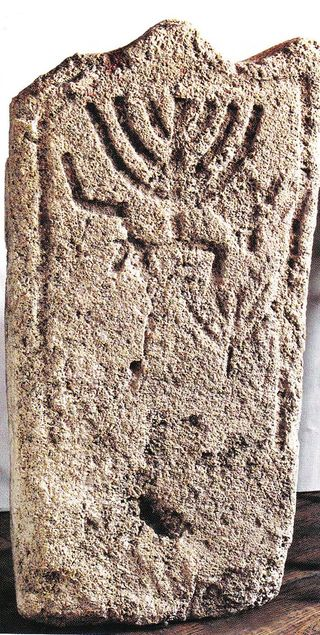
サルケル遺跡の出土品

コンスタンティノープルから技術者を呼んで建設された。交易都市として栄え、ハザール第3の都市になった。ハザールでは＜ヴォルガ川―カスピ海―イスラム（アッバース朝）＞の交易が衰えて、代わって＜ドン川―黒海―ビザンツ（東ローマ帝国）＞の交易が興隆していった。965年、キエフ大公国大公スヴャトスラフ1世の遠征により陥落した。

## 発掘調査
1930年代に考古学者ミハイル・アルタモノフの指揮により発掘調査が行われた。しかし、1951年にサルケル遺跡はチムリャンスク湖（人造湖、ru:Цимлянское водохранилище）の底に水没した。